# Mon père avait tort
Mon père avait tort (France) ou Les petites-filles modèles-réduits (Québec) (Father Knows Worst) est le 18e épisode de la saison 20 de la série télévisée Les Simpson.

## Synopsis
Homer se brûle la langue au cours d'une sortie. Il est donc plâtré durant plusieurs semaines et lorsqu'on lui retire ce plâtre, sa langue est devenue trop sensible pour manger la moindre nourriture. Seuls les plats fades de la cafétéria de l'école de Bart et Lisa lui sont supportables. Un jour, il y rencontre une mère qui a fait le choix d'être constamment derrière son enfant afin qu'il réussisse à l'école. Homer décide alors d'entreprendre la même chose avec ses propres enfants.